# سفارة المملكة المتحدة لدى البحرين
سفارة المملكة المتحدة لدى البحرين هي البعثة الدبلوماسية للمملكة المتحدة لدى مملكة البحرين، وتقع بالعاصمة المنامة.